# 圖納里鄉
44°33′N 26°8′E / 44.550°N 26.133°E
圖納里鄉（羅馬尼亞語：Comuna Tunari, Ilfov），是羅馬尼亞的鄉份，位於該國南部，由伊爾福夫縣負責管轄，面積30平方公里，海拔高度89米，2007年人口3,746，人口密度每平方公里127人。